# Invitation to Hell
Invitation to Hell (Brasil: Convite Para o Inferno ) é um telefilme de terror, produzido nos Estados Unidos  em 24 de maio de 1984, escrito por Richard Rothstein dirigido por Wes Craven.

## Sinopse
Matt Winslow e sua família se mudam para a Califórnia para começar sua nova vida. Mas por dever social, a esposa com seus dois filhos entram para um fechado clube. Logo eles pagarão caro por isso.

## Elenco
- Robert Urich....Matt Winslow
- Joanna Cassidy....Patricia 'Pat' Winslow
- Susan Lucci.... Jessica Jones
- Joe Regalbuto.... Tom Peterson
- Kevin McCarthy.... Mr. Thompson
- Michael Berryman....Valet